# Phyllocnistis spatulata
Phyllocnistis spatulata là một loài bướm đêm thuộc họ Gracillariidae, known from Assam, Ấn Độ. Ấu trùng ăn Lindera caudata.